# Melodie immortali
Melodie immortali è un film italiano del 1952 diretto da Giacomo Gentilomo.

## Trama
La pellicola narra la biografia romanzata del celebre musicista Pietro Mascagni che, mentre compone la sua opera Guglielmo Ratcliff, diserta le lezioni e viene espulso dal conservatorio di Milano. Spinto dalla necessità economica, accetta il posto di direttore della compagnia d'operette "Maresca", con la quale si sposta da una città all'altra. Giunto a Genova s'innamora di Lina, che diverrà la sua compagna e sua ispiratrice.

## Produzione
Il film fu girato negli studi del Centro Sperimentale di Cinematografia di Roma.
Il protagonista Pierre Cressoy venne accreditato nei titoli italianizzato in Piero Cressoy.
Nel film, che ha come sottotitolo Mascagni, oltre ai brani musicali originali composti da Nino Rota, sono presenti brani tratti da opere liriche del compositore livornese dirette da Giuseppe Morelli. 
Iscritto al P.R.C. con il n. 1.168, ebbe il visto censura n. 13.362 del 16 dicembre 1952.

## Distribuzione
Fu distribuito nel circuito cinematografico italiano il 16 dicembre del 1952.
Venne in seguito distribuito anche in Francia, il 21 agosto del 1957, con il titolo Mélodies immortelles.

## Accoglienza
La pellicola incassò 351.000.000 di lire dell'epoca.